# Crenavolva cruenta
Crenavolva cruenta is een slakkensoort uit de familie van de Ovulidae. De wetenschappelijke naam van de soort is voor het eerst geldig gepubliceerd in 1989 door Gowlett-Holmes & Holmes.